# Hermannstellung

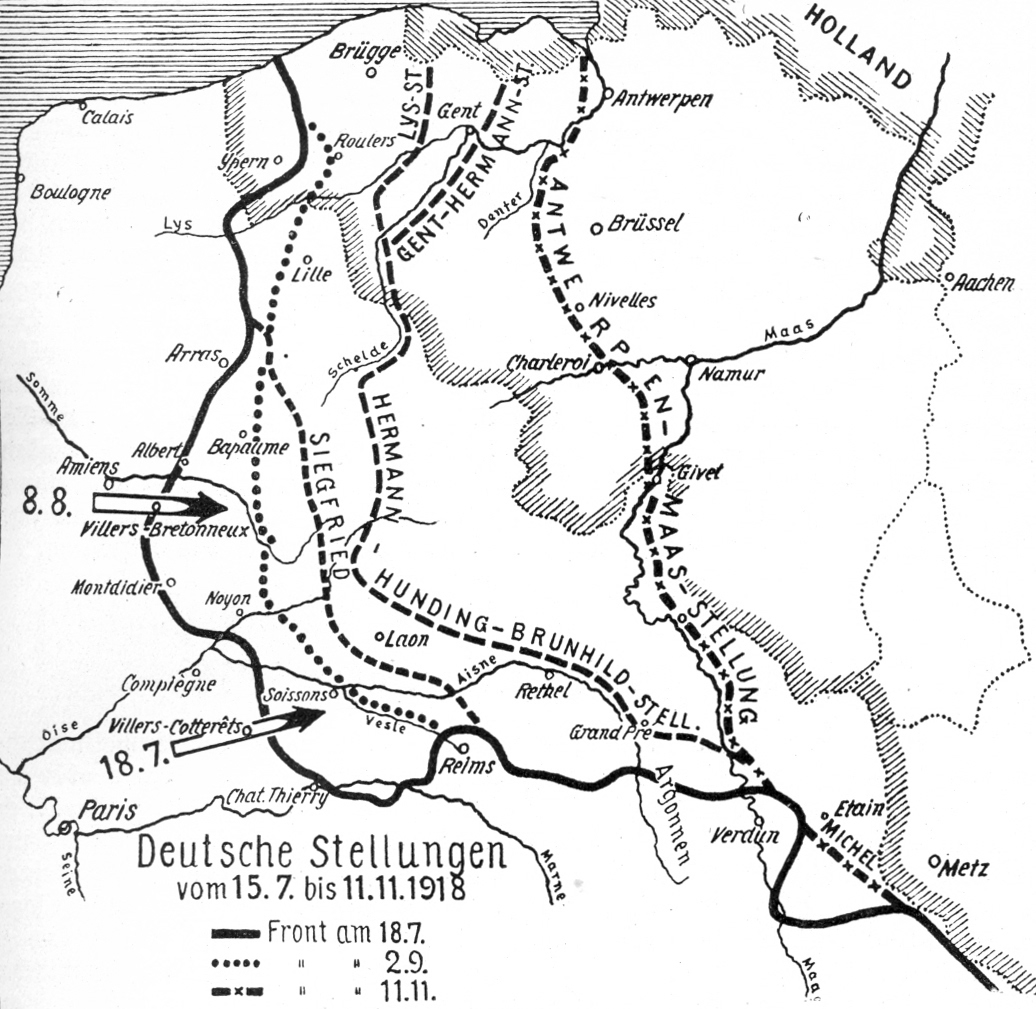
Deutsche Verteidigungsstellungen an der Westfront 1918

Die Hermannstellung war im Ersten Weltkrieg eine Defensivstellung der deutschen Truppen an der Westfront. Anfang September 1918 wurden die Zweifel über die Stabilität der Siegfriedstellung größer. Daher begann man mit dem Ausbau einer rückwärtigen Auffangstellung, der sogenannten „Hermannstellung“. Diese Verteidigungsstellung an der Westfront begann nördlich von Gent an der Küste, folgte bei Eeklo den Flüssen Leie und Schelde und ging bei Marle in die Hundingstellung über. Sie wurde in der ersten Oktoberhälfte 1918 während der Hunderttageoffensive überwunden.